# Grand Prix automobile du Canada 1983
Résultats du Grand Prix du Canada de Formule 1 1983 qui a eu lieu sur le circuit Gilles-Villeneuve le 12 juin.

## Classement
| Pos. | No | Pilote                 | Écurie            | Tours | Temps/Abandon                      | Grille | Points |
| ---- | -- | ---------------------- | ----------------- | ----- | ---------------------------------- | ------ | ------ |
| 1    | 28 | René Arnoux            | Ferrari           | 70    | 1 h 48 min 31 s 838 (170,661 km/h) | 1      | 9      |
| 2    | 16 | Eddie Cheever          | Renault           | 70    | + 42 s 029                         | 6      | 6      |
| 3    | 27 | Patrick Tambay         | Ferrari           | 70    | + 52 s 61                          | 4      | 4      |
| 4    | 1  | Keke Rosberg           | Williams-Ford     | 70    | + 1 min 17 s 048                   | 9      | 3      |
| 5    | 15 | Alain Prost            | Renault           | 69    | + 1 tour                           | 2      | 2      |
| 6    | 7  | John Watson            | McLaren-Ford      | 69    | + 1 tour                           | 20     | 1      |
| 7    | 30 | Thierry Boutsen        | Arrows-Ford       | 69    | + 1 tour                           | 15     |        |
| 8    | 3  | Michele Alboreto       | Tyrrell-Ford      | 68    | + 2 tours                          | 17     |        |
| Dsq. | 4  | Danny Sullivan         | Tyrrell-Ford      | 68    | Disqualifié                        | 22     |        |
| 9    | 9  | Manfred Winkelhock     | ATS-BMW           | 67    | + 3 tours                          | 7      |        |
| 10   | 23 | Mauro Baldi            | Alfa Romeo        | 67    | + 3 tours                          | 26     |        |
| Abd. | 6  | Riccardo Patrese       | Brabham-BMW       | 56    | Boîte de vitesses                  | 5      |        |
| Abd. | 35 | Derek Warwick          | Toleman-Hart      | 47    | Moteur                             | 12     |        |
| Abd. | 36 | Bruno Giacomelli       | Toleman-Hart      | 43    | Moteur                             | 10     |        |
| Abd. | 12 | Nigel Mansell          | Lotus-Ford        | 43    | Tenue de route                     | 18     |        |
| Abd. | 22 | Andrea De Cesaris      | Alfa Romeo        | 42    | Moteur                             | 8      |        |
| Abd. | 2  | Jacques Laffite        | Williams-Ford     | 37    | Boîte de vitesses                  | 13     |        |
| Abd. | 26 | Raul Boesel            | Ligier-Ford       | 32    | Roulement de roue                  | 24     |        |
| Abd. | 33 | Roberto Guerrero       | Theodore-Ford     | 27    | Moteur                             | 21     |        |
| Abd. | 31 | Corrado Fabi           | Osella-Ford       | 26    | Moteur                             | 25     |        |
| Abd. | 34 | Johnny Cecotto         | Theodore-Ford     | 17    | Transmission                       | 23     |        |
| Abd. | 5  | Nelson Piquet          | Brabham-BMW       | 15    | Accélérateur                       | 3      |        |
| Abd. | 8  | Niki Lauda             | McLaren-Ford      | 11    | Sortie de piste                    | 19     |        |
| Abd. | 11 | Elio De Angelis        | Lotus-Renault     | 2     | Accélérateur                       | 11     |        |
| Abd. | 25 | Jean-Pierre Jarier     | Ligier-Ford       | 0     | Boîte de vitesses                  | 16     |        |
| Abd. | 29 | Marc Surer             | Arrows-Ford       | 0     | Transmission                       | 14     |        |
| Nq.  | 17 | Jacques Villeneuve Sr. | RAM-Ford          |       | Non qualifié                       |        |        |
| Nq.  | 32 | Piercarlo Ghinzani     | Osella-Alfa Romeo |       | Non qualifié                       |        |        |

## Pole position et record du tour
- Pole position : René Arnoux en 1 min 28 s 729 (vitesse moyenne : 178,927 km/h).
- Meilleur tour en course : Patrick Tambay en 1 min 30 s 851 au 42e tour (vitesse moyenne : 174,748 km/h).

## Tours en tête
- René Arnoux : 66 (1-34 / 39-70)
- Riccardo Patrese : 3 (35-37)
- Patrick Tambay : 1 (38)

## À noter
- 5e victoire pour René Arnoux.
- 86e victoire pour Ferrari en tant que constructeur.
- 86e victoire pour Ferrari en tant que motoriste.
- Danny Sullivan a été disqualifié car le poids de sa voiture était inférieur de 4 kilogrammes au poids minimum requis.